# Atomosia pusilla
Atomosia pusilla là một loài ruồi trong họ Asilidae. Atomosia pusilla được Macquart miêu tả năm 1838. Loài này phân bố ở vùng Tân Bắc giới.